# Starokadomskij
Starokadomskij (russo: Старокадомского) è un'isola russa del mare di Laptev (Mare Glaciale Artico).

## Geografia e Clima
L'isola Starokadomskij è una delle isole più meridionali dell'arcipelago di Severnaja Zemlja di cui fa parte. È situata nel mare di Laptev a nord della penisola del Tajmyr e dell'isola Malyj Tajmyr.
Politicamente l'isola appartiene al kraj russo Krasnojarsk.
Il clima è di tipo glaciale caratterizzato da inverni freddissimi e molto lunghi (la temperatura scende di decine di gradi sotto lo zero) ed estati fresche.

## Storia
Nel 1913, le rompighiaccio Tajmyr e Vajgač sotto il comando di Boris Vil'kickij raggiunse le coste nord-orientali della Severnaja Zemlja. L'8 settembre 1913, nel corso di un'esplorazione a piedi sull'isola Malyj Tajmyr, la spedizione del medico Leonid Michajlovič Starokadomskij intravide all'orizzonte l'isola e le diede questo nome. Tuttavia, la squadra di Vil'kickij non pose piede sull'isola, la prima a farlo fu la spedizione dell'esploratore norvegese Roald Amundsen nel 1919. La prima mappa accurata dell'isola è stata fatta negli anni 1930-1932, quando fu visitata dal geografo Georgij Alekseevič Ušakov e dal geologo Nikolaj Nikolaevič Urvancev.

## Isole adiacenti
- Isole Majskie (острова Майские), 9 isole a nord.
  - Isola Krylataja (коса Крылатая)
  - Isola Stjag (коса Стяг)
  - Isola Vesennij (остров Весенний)
  - 6 isole senza nome
- Isola Pregradnaja, a ovest.
- Isola Zaščitnaja, a est.

## Popolazione ed edifici
La popolazione sull'isola è assente e non ci sono edifici di origine umana a Starokadomskij e neanche le navi che di solito passano per lo stretto di Vil'kickij approdano sull'isola.